# Real (Valencia)
Real (de Montroi) (spanisch Real (de Montroy)) ist eine Gemeinde (Municipio) mit 2.435 Einwohnern (Stand: 2024) in der spanischen Provinz Valencia. Sie befindet sich in der Comarca Ribera Alta.

## Geografie
Real liegt etwa 30 Kilometer südwestlich von Valencia in einer Höhe von ca. 135 m.

## Demografie
| 1900 | 1930 | 1950 | 1970 | 1981 | 1991 | 2001 | 2011 | 2021 |
| ---- | ---- | ---- | ---- | ---- | ---- | ---- | ---- | ---- |
| 1574 | 1655 | 1746 | 1804 | 1832 | 1828 | 1772 | 2367 | 2250 |

## Sehenswürdigkeiten
- Peterskirche (Església de Sant Pere Apòstol)

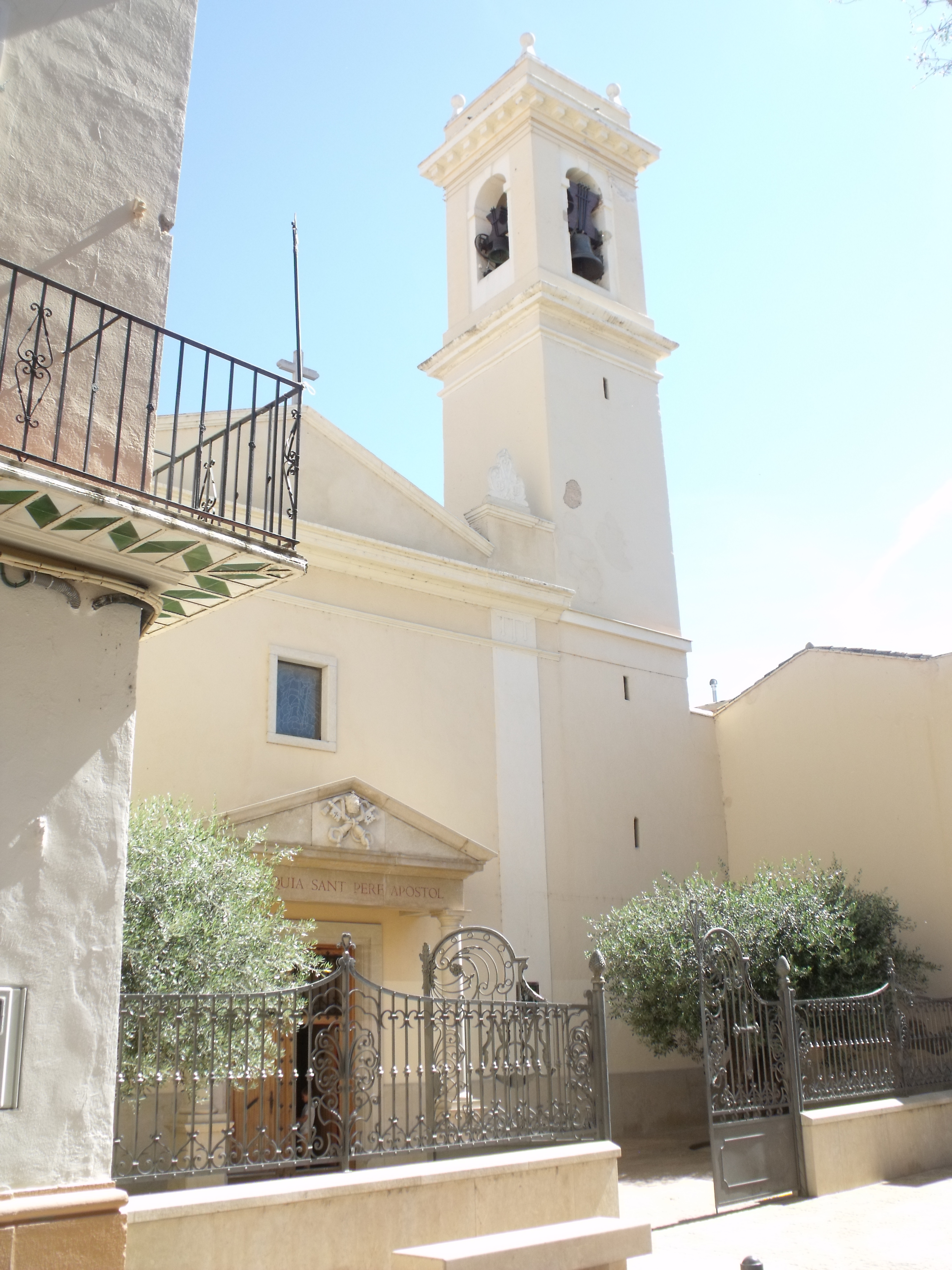
Peterskirche
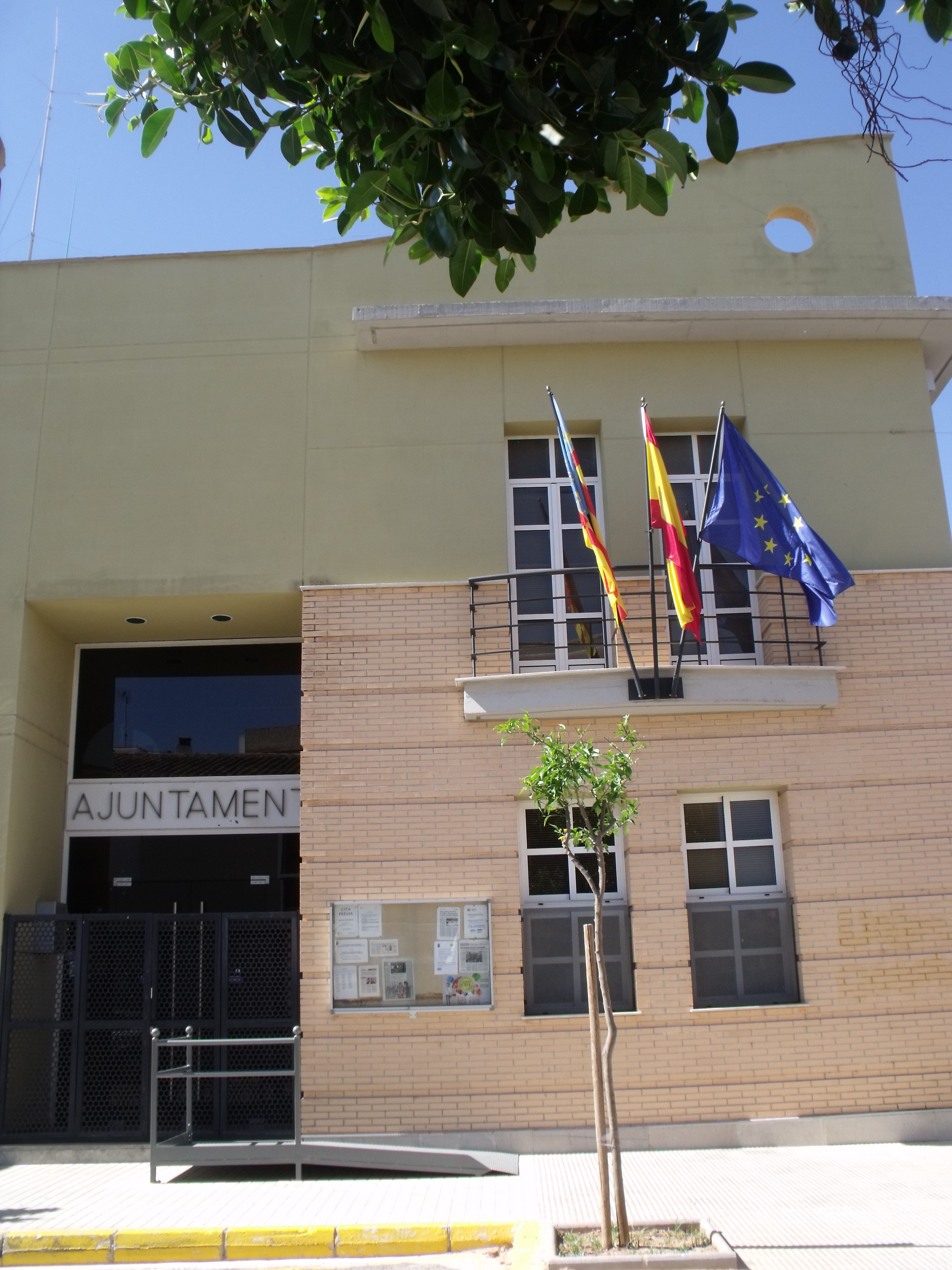
Rathaus